# Liste des aéroports internationaux abandonnés
La liste suivante recense les aéroports internationaux n'ayant plus d'activité commerciale à ce jour.

## Afrique
- Aéroport de Casablanca-Anfa, Casablanca, Maroc
- Aéroport international de Durban, Durban, Afrique du Sud
- Palmietfontein Airport (en), Johannesburg, Afrique du Sud
- Wingfield Aerodrome (en), Le Cap, Afrique du Sud

## Asie
- Aéroport international de Jérusalem, Jérusalem
- Aéroport de Begumpet, Begumpet, Hyderabad, Inde
- Chongqing Baishiyi Air Base, Chongqing, Chine
- Aéroport international de Doha, Doha, Qatar
- Aéroport international de Canton Baiyun (ancien), Canton, Chine
- HAL Bangalore International Airport, Bangalore, Inde
- Aéroport de Hangzhou Jianqiao, Hangzhou, Chine
- Aéroport international de Hefei Luogang, Hefei, Chine
- Aéroport d'Ishigaki, Ishigaki, Okinawa, Japon
- Juhu Aerodrome, Bombay, Inde
- Aéroport international Kai Tak, Hong Kong
- Kallang Airport, Singapour
- Aéroport de Kemayoran, Jakarta, Indonésie
- Aéroport international de Kunming Wujiaba, Kunming, Chine
- Aéroport de Nanchang Xiangtang, Nanchang, Chine
- Aéroport de Nankin Dajiaochang, Nankin, Chine
- Base aérienne de Paya Lebar, Singapour
- Base aérienne Soewondo, Medan, Indonésie
- Quilon Aerodrome, Kerala, Inde
- Safdarjung Airport, New Delhi, Inde
- Aéroport de Shanghai Longhua, Shanghai, Chine
- Aéroport de Shantou Waisha, Shantou, Chine
- Aéroport de Xi'an Xiguan, Xi'an, Chine
- Aéroport international Yasser Arafat, Bande de Gaza

## Amérique centrale
- Ilopango International Airport, San Salvador, Salvador

## Europe
- Aéroport de Berck-sur-Mer, Pas-de-Calais, France
- Aéroport de Berlin-Tempelhof, Berlin, Allemagne
- Aéroport Otto-Lilienthal de Berlin-Tegel, Berlin, Allemagne
- Aéroport international de Blackpool, Blackpool, Angleterre
- Aéroport de Bristol (Whitchurch), Whitchurch, Bristol, Angleterre
- Aéroport Central-Ciudad Real, Ciudad Real, Espagne
- Aéroport de Cologne Butzweilerhof, Cologne, Allemagne
- Croydon Airport, Londres, Royaume-Uni
- Aéroport international d'Hellinikon, Athènes, Grèce
- Aéroport de Galway, Carnmore, Irlande
- Aérodrome de Haren, Bruxelles, Belgique
- Aéroport d'Helsinki-Malmi, Helsinki, Finlande
- Aéroport d'Ipswich, Ipswich, Angleterre
- Aéroport de Katowice-Muchowiec, Pologne
- Aérodrome Khodynka, Moscou, Russie
- Aéroport de Kraków-Rakowice-Czyżyny, Pologne
- Aéroport de Malmö Bulltofta, Malmö, Suède
- Minsk-1 Airport, Minsk, Biélorussie
- Aéroport de Munich-Riem, Munich, Allemagne
- Aéroport international de Nicosie, Nicosie, Chypre
- Aéroport d'Oslo-Fornebu, Oslo, Norvège
- Aéroport de Paris-Le Bourget, Le Bourget, Paris, France
- Aéroport de Rome-Urbe, Rome, Italie
- Aéroport de Słupsk-Redzikowo, Słupsk, Pologne
- Aéroport Spilve, Riga, Lituanie
- Aéroport de Waalhaven, Rotterdam, Pays-Bas

## Amérique du Nord
Aéroport Mirabel, Montréal, Canada

## Océanie
- Eagle Farm Airport, Brisbane, Australie
- Essendon Airport, Melbourne, Australie

## Amérique du Sud
- Augusto Severo International Airport, Parnamirim, Brésil
- Bartolomeu de Gusmão Airport, Rio de Janeiro, Brésil
- Limatambo International Airport, Lima, Pérou
- Aéroport international Mariscal Sucre (1960-2013), Quito, Équateur
- Presidente Médici International Airport, Rio Branco (Acre), Brésil